# Archivio di Stato di Firenze
L'Archivio di Stato di Firenze è il deposito delle carte e degli archivi documentali dello Stato riguardo la città e la provincia di Firenze. Si trova in un'isola lungo i viali di circonvallazione di Firenze a est del centro storico, tra piazza Beccaria, viale della Giovine Italia, viale Amendola e viale Duca degli Abruzzi.

## Storia
Fondato il 20 febbraio 1852 con un decreto del granduca Leopoldo II di Toscana col nome di Direzione centrale degli archivi di Stato, su iniziativa dell'archivista Francesco Bonaini (che ne divenne anche il primo direttore), raccolse inizialmente solo alcuni grandi archivi, fra cui l'archivio diplomatico cittadino, l'archivio delle Riformagioni, quello Mediceo, delle Regie Rendite, del Regio Diritto, delle Decime granducali, del Monte Comune, Demanio, Corporazioni religiose soppresse; la documentazione fu riordinata secondo il nuovo "metodo storico" ideato dallo stesso Bonaini.
Con l'Unità d'Italia si stabilì che nell'Archivio di Stato confluissero tutti i documenti che non fossero più di uso corrente, il che causò un vero e proprio sversamento di raccolte d'archivio dagli uffici amministrativi verso questo istituto. Al problema del volume delle raccolte, conservate nel piano terra degli Uffizi, si aggiunsero i danni ingentissimi causati dall'alluvione di Firenze. La necessità di provvedere una sede razionale e decorosa per un archivio oggetto delle attenzioni dei maggiori studiosi della comunità internazionale fece sì che alla fine degli anni ottanta venisse realizzata una nuova sede posta sui viali all'altezza di piazza Beccaria.
L'area della sede attuale, fortemente segnata dal progetto di Giuseppe Poggi legato all'espansione della città negli anni di Firenze capitale (1865-1871) e alla conseguente creazione dei viali, era stata inizialmente lasciata vuota per aprire la visuale da piazza Beccaria e dal viale Gramsci verso la collina di San Miniato al Monte.

L'edificio demolito in una foto dell'epoca della costruzione

Questa area fu però occupata in epoca fascista per la costruzione della Casa della Gioventù Italiana del Littorio, su progetto dell'architetto Aurelio Cetica nel 1938, e adibita dopo la guerra a vari usi, tra i quali quelli di palestra, piscina (piscina Oreste Muzzi, la prima piscina coperta di Firenze) e cinema (cinema Cristallo).
La necessità di provvedere a una nuova sede per l'Archivio di Stato (e la parallela necessità di acquisire nuovi spazi alla Galleria degli Uffizi per una più razionale esposizione delle opere d'arte) portò alla definizione di un progetto che prevedeva la demolizione del precedente edificio (decisione oggi oltremodo criticata per la qualità architettonica della preesistente struttura, da considerare tra gli episodi più significativi del razionalismo in ambito cittadino) e la realizzazione di un nuovo fabbricato, su progetto che fu affidato a Italo Gamberini e a un gruppo di architetti da lui diretto (Loris Macci, Rino Vernuccio e Franco Bonaiuti), con la collaborazione degli ingegneri Salvatore Di Pasquale, Francesco Lardani, Claudio Messina, Leonardo Paolini, Vittorio Varrocchi e dell'architetto Pier Francesco Tramonti. Completate le demolizioni tra il 1975 e il 1976 (con una sospensione per la rimozione di un ciclo di pitture murali voluta dalla Soprintendenza) e iniziate le opere di costruzione l'anno seguente, il complesso fu inaugurato ufficialmente il 4 febbraio 1989 (da segnalare che le pitture murali della costruzione degli anni trenta, potrebbero rientrare ed essere collocate nel 2022/23 lungo l'asse, corridoio interno, che a pian terreno attraversa l'attuale edificio dell'Archivio).

## Descrizione

### La sede

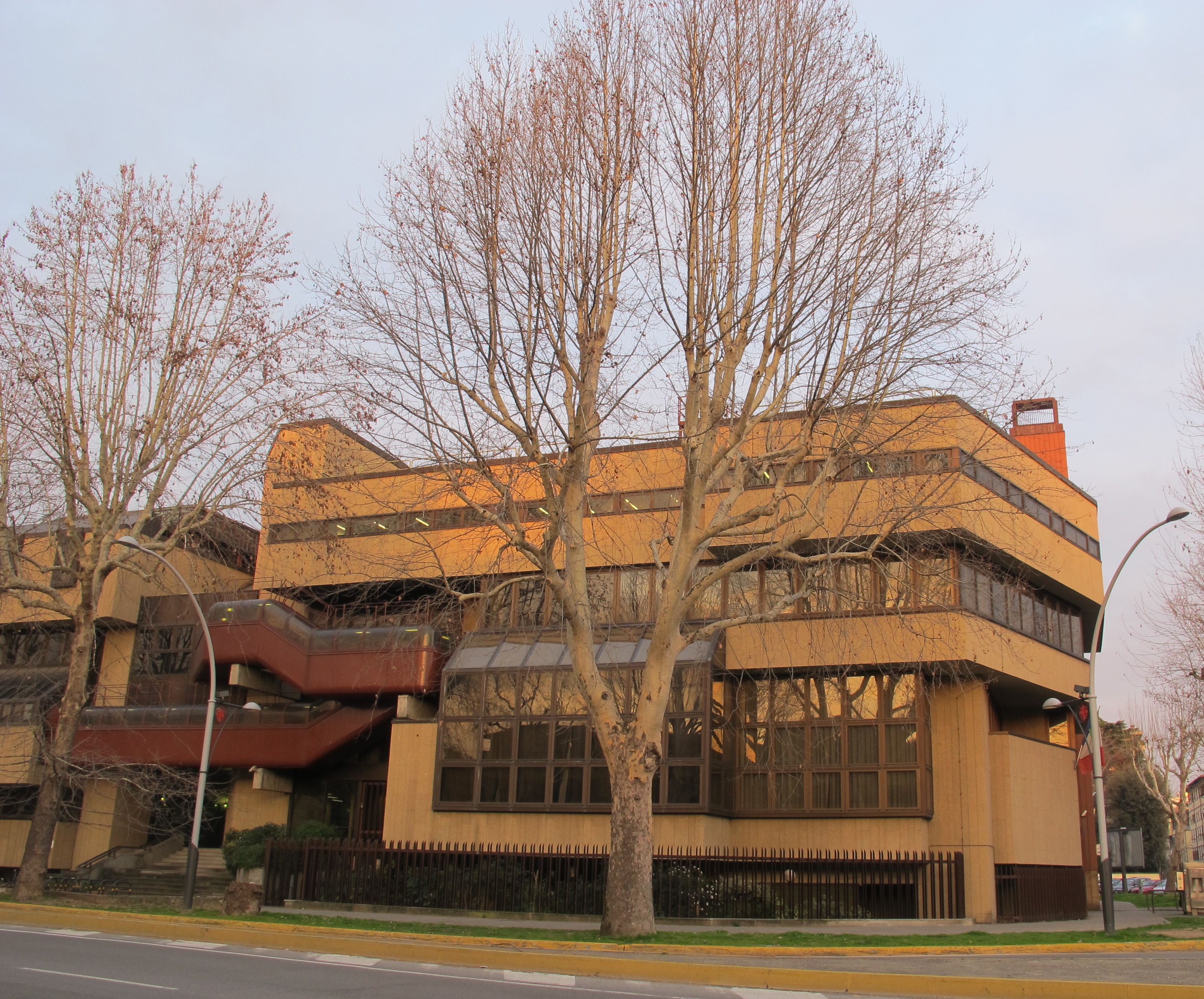
Veduta lungo viale Giovine Italia

L'edificio, in cemento armato, è interamente rivestito con lastre di pietra artificiale (lastre in cemento caricato con inerti colorati). Opera piuttosto discussa, fu definito "triste costruzione" da Antonio Paolucci, ma come avviene spesso in architettura, con il trascorrere del tempo, questa struttura sta ora assumendo la caratteristica di testimonianza di una costruzione finalizzata e funzionale, tipica della fine del Novecento.
La planimetria dell'edificio riprende la forma del lotto e si articola in due corpi longitudinali collegati da una strada assiale interna. Lungo il viale Amendola un corpo a gradoni ospita sei piani di per gli spazi di conservazione; nel corpo di fabbrica affacciato sull'altro viale un corpo sono ospitati uffici e laboratori; il prospetto è caratterizzato dal percorso vetrato portato in facciata che doveva ricevere un attraversamento pedonale in quota su Viale Giovine Italia che non è stato realizzato.
La grande sala studio si trova invece nel corpo d'angolo. Da precisare che la "strada interna" doveva, secondo le intenzioni del progettista, essere resa fruibile indipendentemente dall'edificio e non chiusa e di stretta pertinenza dell'Archivio.

### Patrimonio
L'archivio è depositario di una vastissima raccolta (in parte ancora inesplorata) di documenti dall'VIII secolo in poi (tra i più antichi le carte dell'abbazia di Passignano), di importanza fondamentale per gli studi storici, storico-artistici, linguistici, paleografici e diplomatici.
Il patrimonio conservato dall'Archivio, che dispone anche di un deposito sussidiario a Sesto Fiorentino, è ricco "di 600 fondi, per un totale di oltre 75 km di documenti, dall'VIII secolo ai nostri giorni, delle più diverse tipologie: carteggi, diplomi, codici miniati, statuti, disegni, carte nautiche e geografiche che recano iscritta la memoria storica delle vicende politiche, sociali, culturali e artistiche di Firenze e della Toscana e che fanno dell'Archivio di Stato di Firenze un punto di riferimento per ricercatori di tutto il mondo" (dal sito internet ufficiale dell'Archivio di Stato). 
Notevole è infatti la rilevanza internazionale dei documenti rinascimentali in esso conservati, ma stanno progressivamente assumendo sempre più importanza anche i variegati fondi del XVIII, XIX e soprattutto XX secolo depositati in questo Istituto.
Custodisce anche gli archivi delle diverse realtà industriali che si sono succedute nell'area fiorentina, alcune delle quali ancora esistenti: fra le prime la Fonderia delle Cure, la Superpila; fra le ultime, le Officine Galileo.
Sono inoltre da segnalare i cospicui fondi relativi all'architettura del Novecento in Toscana, frutto di lasciti dei principali letterati, architetti e artisti locali, tra i quali quelli di Sibilla Aleramo, Ardengo Soffici, Leonardo Savioli, Italo Gamberini, Adolfo Coppedé.

## Direttori
- Rosalia Manno, 1993-2008
- Giorgio Tori, ottobre-dicembre 2008
- Clara Cutini, gennaio-maggio 2009
- Carla Zarrilli, maggio 2009-ottobre 2018
- Monica Grossi, ottobre 2018-novembre 2019
- Stefano Vitali (ad interim), novembre 2019-luglio 2020
- Sabina Magrini, luglio 2020-maggio 2022
- Michele Di Sivo, giugno 2022-aprile 2023
- Maula Sciri, maggio 2023

## La scuola
Presso l'Archivio di Stato di Firenze è attiva la Scuola di Archivistica, Paleografia e Diplomatica.